# وحید نیکخواه آزاد
وحید نیکخواه آزاد کارگردان، تهیه‌کننده، مدیر تولید و  فیلم‌نامه‌نویس ایرانی است.

## زندگی‌نامه
وحید نیکخواه آزاد متولد ۱۳۳۵ تهران است.
- فعالیت فیلمسازی از ۱۳۶۴ با ایجاد خانهٔ هنر و ادبیات کودکان و نوجوانان

## عمده فیلم‌های کوتاه
- عینک (۱۳۶۶) مدیر تولید و نویسنده داستان با همکاری کامبوزیا پرتوی
- یادگاری دائی جواد (۱۳۶۴) مدیر تولید و نویسنده داستان
- تار و پود (۱۳۶۴) مدیر تولید
- پلکان (۱۳۶۴) مدیر تولید

## عمده فیلم‌های بلند
1. یک کیلو و بیست و یک گرم (۱۳۹۵) تهیه‌کننده
2. گنجشکک اشی‌مشی (۱۳۹۲)  کارگردان، فیلم‌نامه‌نویس، تهیه‌کننده
3. فرزندخوانده (۱۳۹۰) کارگردان، فیلم‌نامه‌نویس، تهیه‌کننده
4. دیو و دلبر (۱۳۸۹) کارگردان، فیلم‌نامه‌نویس، تهیه‌کننده
5. نصف مال من، نصف مال تو (۱۳۸۵) کارگردان
6. دم صبح (۱۳۸۴) تهیه‌کننده
7. کفش‌های جیرجیرک‌دار (۱۳۸۱) تدوین
8. علی و دنی (۱۳۷۹) کارگردان، تهیه‌کننده، تدوین، طرح اولیه داستان از
9. یکی بود یکی نبود (۱۳۷۹) با تشکر از
10. کودک و سرباز (۱۳۷۸) تهیه‌کننده
11. مرد بارانی (۱۳۷۸) با تشکر از
12. پسر مریم (۱۳۷۷) مجری طرح
13. آینه (۱۳۷۶) تهیه‌کننده
14. مهره (۱۳۷۶) با تشکر از
15. ننه لالا و فرزندانش (۱۳۷۵) تهیه‌کننده
16. پناهنده (۱۳۷۲) مجری طرح، مدیر تولید
17. نان و شعر (۱۳۷۲)  تهیه‌کننده، مشاور فیلمنامه
18. پادزهر (۱۳۷۲) دستیار چهره پرداز
19. سایه‌های هجوم (۱۳۷۱) مجری طرح، تیتراژ
20. ایلیا، نقاش جوان (۱۳۷۰)  مجری طرح، طرح اولیه داستان از
21. مدرسه پیرمردها (۱۳۷۰) مدیر تولید، طرح اولیه داستان از
22. سکوت (۱۳۶۹) مدیر تولید، طرح اولیه داستان از
23. پاتال و آرزوهای کوچک (۱۳۶۸) مدیر تولید، سراینده اشعار
24. گلنار (۱۳۶۷) مدیر تولید، ساخت آنونس، سراینده اشعار
25. گاویار (۱۳۶۶) مدیر تولید
26. خانه در انتظار (۱۳۶۶) طرح اولیه داستان از
27. آلبوم تمبر (۱۳۶۴) مدیر تولید

## مجموعه تلویزیونی
- تهران ۱۱ (۱۳۷۶/۷۷) تهیه‌کننده
- خانه در انتظار (۱۳۶۶) نویسنده داستان